# Göncz László
Göncz László (Muraszombat, 1960. április 13.) szlovéniai magyar író, történész, kisebbségkutató, politikus, 2008 és 2018 között a szlovéniai magyar közösség parlamenti képviselője volt.

## Tanulmányai
Az általános iskolát és a közgazdasági szakközépiskolát Lendván végezte, majd a szombathelyi Berzsenyi Dániel Tanárképző Főiskola történelem-művelődésszervező szakán diplomált 1989-ben. 1996-ban Pécsett a JPTE történelem szakán szerzett oklevelet, míg 2001-ben PhD-fokozatot nyert történelemből.

## Pályája
1980-86 között szakmunkás volt Lendván az INA Nafta vállalatnál, 1986-89 között művelődésszervező a Magyar Nemzetiségi Oktatási-Művelődési Érdekközösségnél, majd 1989-1993 között a Muravidéki Magyar Nemzetiségi Közösség titkára. 1994-től 2008-ig a lendvai székhelyű Magyar Nemzetiségi Művelődési Intézet igazgatója volt. A Muravidéki Magyar Tudományos Társaság első, alapító elnöke. A 2008-as szlovéniai választásokon a magyar közösség parlamenti képviselőjévé választották a posztot 1990 óta betöltö Pozsonec Máriával szemben. Három mandátum után, 2018-ban befejezta politikai küldetését; 2019-től a ljubljanai Nemzetiségi Kutatóintézet Lendvai Kutatócsoportjának a tudományos munkatársa.

## Elismerések
- Berzsenyi-díj - 1992
- Pável Ágoston Emlékérem - 1999
- Zala Megye Kultúrájáért - 2000
- MTA Pécsi Akadémiai Bizottsága plakettje - 2002
- Vasi Szemle nívódíja - 2003
- Márton Áron emlékérem- 2003
- MTA Arany János emlékérem - 2006
- Magyar Köztársasági Érdemrend polgári keresztje - 2007

## Önálló kötetei
- Lendava = Lendva, Halász Alberttel közösen. Lendva, Magyar Nemzetiségi Művelődési Intézet; Győr: Hazánk, 1996. 40. p.
- Fejezetek Lendva történetéből 1920-ig. Lendva, Magyar Nemzetiségi Művelődési Intézet 1993.
- Életfoszlányok. Győr: Hazánk, 1997. 76. p.
- Őrségi végeken = Na robovih Őrséga, Nagy Zoltánnal közösen: Lendva = Lendava: Magyar Nemzetiségi Művelődési Intézet = Zavod za kulturo madžarske narodnosti, 1998. 67. p.
- A muravidéki magyarság : 1918-1941. Lendva, Magyar Nemzetiségi Művelődési Intézet, 2001.
- Olvadó jégcsapok (történelmi regény), Pécs, Pro Pannonia, 2003. 204. p.
- Madžari: kratka zgodovina Madžarov, (A magyarok rövid története) Murska Sobota, Franc-Franc, 2005. 193. p.
- Egy peremvidék hírmondói. Mura menti életképek a 20. század első feléből. Budapest, A Magyar Nyelv és Kultúra Nemzetközi Társasága, Anyanyelvi Konferencia, 2006. 276. p. (Nyelv és lélek, ISSN 1418-2092) ISBN 963-86579-4-4.
- Felszabadulás vagy megszállás? A Mura mente 1941-1945. Lendva, Magyar Nemzetiségi Művelődési Intézet, 2006. 311. p., ISBN 961-6232-33-9
- Barangolás a Muravidéken. A Muravidék magyar kötődésű települései és épített öröksége; Magyar Nemzetiségi Művelődési Intézetet, Lendva, 2009
- Kálvária; Pro Pannonia, Pécs, 2011 (Pannónia könyvek)
- "Jokali smo, ko smo izgubili tekmo...". Zgodovina Nogometnega društva Olimpija Dolga vas / "Sírtunk, amikor mérkőzést veszítettünk..." . Visszapillantás az Olimpiai Labdarúgó Egyesület és a hosszúfalui foci múltjára; Dolga Vas [Hosszúfalu]–Krajevna skupnost, Lendava, 2013
- Határ-szél. Elbeszélések, novellák, monodráma, kisregény; Pro Pannonia, Pécs, 2016 (Pannónia könyvek)
- Muravidék Kollégium; szerk. Göncz László, Loksa Gábor; Antológia, Lakitelek, 2016
- Emberek a pannon végeken. Huszadik századi sorsok a magyar-szlovén határ mentén. Magyar Nyugat Könyvkiadó, Szombathely, 2019.